# Моргиана
«Моргиана» — чешский художественный кинофильм, поставленный режиссёром Юраем Герцем в 1972 году на киностудии Баррандов по мотивам романа Александра Грина «Джесси и Моргиана».
События фильма происходят на стыке XIX и XX столетий в живописном уголке на берегу моря. Это драматическое повествование о двух сестрах (обеих играет Ива Янжурова), одна из которых добрая и красивая, а другая — злая и некрасивая. Это история о безграничной ненависти и любви.
Пляжные сцены снимались в Болгарии.

## Сюжет
Режиссер Юрай Герц не слишком далеко отошел от писательского замысла, создав сказочную притчу о противостоянии добра и зла, уродства и красоты, уйдя от гриновского романтизма и полярных оценок. Автор смотрит на декадентский мир аристократов глазами сиамской кошки — грациозного существа с ледяными голубыми глазами, которое зловредная хозяйка делает соучастницей преступления. Главная героиня Виктория показана не уродливой, а скорее завистливой, алчной, попросту злой мегерой. Она стремится сжить со свету свою родную сестру — симпатичную Клару, мечтает прибрать все поместье и богатство в свои руки. В конце фильма выздоровевшая Клара узнает о самоубийстве Виктории и воспринимает это просто и легко, как должное, без трагедии, прижимаясь к надежному плечу поручика Марека.

## В ролях
| Актёр               | Роль             |
| ------------------- | ---------------- |
| Ива Янжурова        | Виктория / Клара |
| Йозеф Абргам        | Марек            |
| Нина Дивишкова      | Отилия           |
| Петр Чепек          | Гленар           |
| Йозеф Сомр          | Опилек           |
| Иржи Кодет          | Бессант          |
| Иржи Лир            |                  |
| Иван Палух          |                  |
| Зузана Фишаркова    |                  |
| Мари Драгокоупилова |                  |

## Награды
- Приз «Золотой Хьюго» на МКФ в Чикаго[4].